# Папі Джілободжі
Папі Місон Джилободжі (фр. El Hadji Papy Mison Djilobodji; нар. 1 грудня 1988, Каолак, Сенегал) — сенегальський футболіст, захисник футбольного клубу «Касимпаша». Виступав за національну збірну Сенегалу.